# サラミスの海戦 (紀元前450年)
サラミスの海戦（英：Battle of Salamis）はキュプロス島のサラミスで紀元前450年にデロス同盟艦隊とアケメネス朝ペルシア艦隊によって戦われた海戦である。
紀元前451年にアテナイとスパルタは第一次ペロポネソス戦争における五年期限の休戦条約を結んだ。これによってギリシアでの戦いから解放されたアテナイはキモンをデロス同盟艦隊200隻と共にキュプロス島へと派遣した。そのうち60隻はペルシアに反旗を翻したエジプトのアミュルタイオス王の元へ援軍として送られ、残りはキュプロスのキティオンを包囲した。しかしその最中キモンが病死し、また糧秣に不足しだしたため、デロス同盟艦隊はキティオンを離れてキュプロスのサラミスへ向かった。同地でデロス同盟艦隊はフェニキア人、キュプロス人、キリキア人らと海陸で戦い、両方で勝利を得た。そしてその頃エジプトに派遣した艦隊も戻ってきたため、彼らは帰国した。
しかし、ディオドロスはより詳細ではあるが、トゥキュディデスとは異なった記述をしている。キュプロスに着いたキモンはキティオンとマリオンを落とし、次いでキリキアとフェニキアからのペルシア艦隊を破って100隻を拿捕し、余勢を駆ってキリキアの将軍メガビュゾスの軍を破り、再びキュプロスへと戻った。その後キモンはサラミスを包囲したが、包囲中にキモンは病死した。その間、デロス同盟軍の連勝を受けてペルシア王アルタクセルクセス1世はアテナイと講和した（カリアスの和約）。
その後、第二次神聖戦争が起こり、フォキスに味方したアテナイはデルフォイに味方したスパルタと対立し、アテナイとスパルタとの戦いは再燃した。

## 註
1. 1 2  トゥキュディデス, I. 112
2. ↑  ディオドロス, XII. 3-4